# Made in Denmark (dokumentarfilm fra 1965)
|  | Denne artikel er oprettet af botten Steenthbot ud fra en ekstern database. Den kan derfor have sproglige fejl eller mangler. Denne skabelon kan fjernes efter kontrol af indholdet. |

 For alternative betydninger, se Made in Denmark. (Se også artikler, som begynder med Made in Denmark)
Made in Denmark er en dansk dokumentarfilm fra 1965 instrueret af Svend Aage Lorentz.